# Cottens, Vaud
Cottens är en ort i kommunen Hautemorges i kantonen Vaud i Schweiz. Den ligger cirka 14,5 kilometer nordväst om Lausanne. Orten har 488 invånare (2021).
Orten var före den 1 juli 2021 en egen kommun, men slogs då samman med kommunerna Apples, Bussy-Chardonney, Pampigny, Reverolle och Sévery till den nya kommunen Hautemorges.